# Jacques de Parcevaux
 (septembre 2023).
Si vous disposez d'ouvrages ou d'articles de référence ou si vous connaissez des sites web de qualité traitant du thème abordé ici, merci de compléter l'article en donnant les références utiles à sa vérifiabilité et en les liant à la section « Notes et références ».
Jacques de Parcevaux (Rennes, 5 novembre 1914 – Nantes, 18 avril 2009) est un officier français qui s'illustre pendant la Seconde Guerre mondiale dans les combats de Saumur puis au sein de la division du général Leclerc. Il devient ensuite général de division.

## Biographie
Il nait dans la famille de Parcevaux, une famille noble issue du pays de Léon et attestée depuis le XIe siècle. 
Engagé volontaire dès 1936 il intègre immédiatement l'École spéciale militaire de Saint-Cyr puis passe une année à l'École d'application de la cavalerie à Saumur pour approfondir son instruction. Il choisit de servir au 19e régiment des dragons de Dinan et à 24 ans c'est sa première expérience de commandement puisqu'on lui confie un peloton de 30 dragons à cheval avec lequel il part immédiatement pour l'Est de la France pour ce que les historiens ont appelé la « drôle de guerre ».
En mars 1940, il rejoint l'École de cavalerie à Saumur pour former une brigade de 25 élèves officiers de réserve, en vue des combats sur la Loire contre l'envahisseur. Le 18 juin 1940, il s'illustre dans la bataille pour la défense du pont de Gennes (à l'ouest de Saumur) dont l'action fut souvent citée en exemple. Avec des moyens dérisoires pendant trois jours il fait partie des héroïques combattants que l'histoire retiendra comme les « Cadets de Saumur ».
Voulant continuer le combat il quitte la France pour une affectation au 4e Spahis en Tunisie. Là on lui confie un peloton de 25 cavaliers qui patrouillent à cheval sur la frontière avec la Libye.
Nommé capitaine à titre exceptionnel au début 1943 il est muté à la 2e division blindée du général Leclerc et sert au 12e Chasseurs d'Afrique du colonel de Langlade. Il débarque en août 1944 sur le sol français à Utah Beach et participe à la campagne de France à la tête du 1er escadron qui compte une centaine d'hommes. La veille de la libération de Paris en août 1944 et à l'occasion de combats qui ont lieu à Toussus-le-Noble son comportement fait l'objet d'une citation. Il s'illustre encore pendant la campagne d'Alsace et son audace lui vaut une nouvelle citation. Après la libération de cette partie de la France, il participe aux combats de la poche de Royan. Le 20 avril 1945, à 30 ans, il reçoit la croix de la Légion d'honneur des mains du général de Gaulle avec une citation très élogieuse.
Reçu avec succès à l'École de guerre en 1954, il commande le 16e Dragons à Aïn Beïda[Où ?] (Algérie), près du barrage sur la frontière algéro-tunisienne et réussit avec succès la pacification de la zone. Il est promu colonel en octobre 1959.
En 1967, devenu général, il commande la 7e brigade blindée à Besançon puis, en 1969, commande la 33e division militaire territoriale à Nantes.
Il obtient sa troisième étoile en 1971 en même temps que le général Bigeard et devient, de 1972 à 1974, adjoint au général commandant le 1er corps d'armée à Nancy[Information douteuse], jusqu'à son départ à la retraite en novembre 1974.
Il se met alors au service de la vie locale en effectuant deux mandats consécutifs comme maire de Saint-Urbain dans le Finistère.

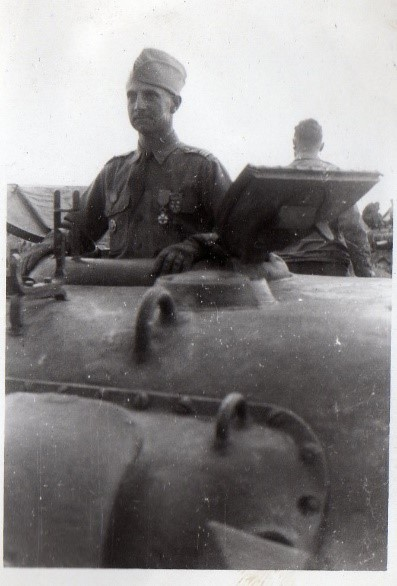
Remise de la Légion d'honneur à Jacques de Parcevaux - Avril 1945

## Distinctions
- Avril 1945 Chevalier de la Légion d'honneur
- Avril 1958 Officier de la Légion d'honneur
- Septembre 1967 Commandeur de la Légion d'honneur
- Août 1995 Grand Officier de l'ordre national du Mérite
- Mars 2009 Grand Officier de la Légion d'honneur

Le général de Parcevaux est également titulaire de 9 citations avec attributions de la croix de Guerre 1939-1945 et de la croix de la Valeur militaire.